# Feuilles tombées d'un discours
Ne doit pas être confondu avec Feuilles tombées.
Feuilles, tombées d'un discours est un recueil de poèmes de Jean Tortel paru en 1984 aux éditions Ryôan-ji et ayant reçu la même année le Prix France Culture, ex æquo avec Vies minuscules de Pierre Michon.

## Éditions
- Feuilles, tombées d'un discours, éditions Ryôan-ji, Marseille, 1984  (ISBN 2070700380)